# Delahaye Type 60
Der Delahaye Type 60 ist ein frühes Nutzfahrzeug-Modell. Hersteller war Automobiles Delahaye in Frankreich.

## Beschreibung
Die Fahrzeuge standen 1913 im Sortiment. Die Nutzlast beträgt 3 Tonnen. Der Delahaye Type 63 war mit 2,5 Tonnen Nutzlast etwas leichter und der Delahaye Type 62 mit 3,5 Tonnen Nutzlast etwas schwerer ausgelegt.
Es gab die Ausführungen Type 60 C als Lastkraftwagen, Type 60–35 und Type 60 OM als Omnibus. Der Motor leistet 24 PS. Der Type 60-35 wurde in den Jahren 1915 bis 1917 gebaut und hatte einen stärkeren Motor: 100 mm Bohrung, 180 mm Hub, 5655 cm³ Hubraum, 35 PS.
Der Omnibus hat 14 Sitzplätze.